# 三溪乡 (闽清县)
三溪乡是中国福建省福州市闽清县下辖的一个乡。

## 行政区划
三溪乡共辖12个行政村，分别是：
三溪村、前光村、佳垄里村、溪柄村、新丰村、鼓舞村、宝溪村、山墩村、前坪村、洋坊村、上洋村和溪源村。

## 特产
茶口粉干：中国地理标志产品。